# Burgstall Sölb
Der Burgstall Sölb ist eine abgegangene hochmittelalterliche Niederungsburg auf 548 m ü. NHN 100 m nordwestlich der Filialkirche St. Margaretha in Sölb, einem Gemeindeteil der Gemeinde Raisting im Landkreis Weilheim-Schongau in Bayern. 
Von der ehemaligen Burganlage ist nichts erhalten  bzw. sie ist rezent überbaut; sie wird als Bodendenkmal unter der Aktennummer D-1-8032-0084 als „Burgstall des hohen Mittelalters“ geführt.